# Eutèlidas d'Argos
Eutèlidas (grec antic: Εὐτελίδας, llatí: Eutelidas) fou un escultor natural d'Argos que, juntament amb Crisòtemis, va fer en bronze les estàtues de Damaret i el seu fill Teopomp, guanyadors als jocs olímpics a les Olimpíades 65 i 66, i per això es dedueix que va viure vers el 520 aC.
Pausànies parla d'una de les estàtues, i cita la inscripció que portava a la base on indicava el nom dels artistes i un epigrama que deia Τέχναν εἰδότες ἐκ προτέπων, 'hem heretat les nostres habilitats dels mestres més antics'.